# 田中健藏
田中 健藏（たなか けんぞう、1922年11月7日 - 2015年2月11日）は、日本の病理学者、外科医。第17代九州大学総長。

## 人物・経歴
東京市日本橋区生まれ。関東大震災後に移住し、長崎県佐世保市育ち。1940年旧制長崎県立佐世保中学校卒業。1942年旧制佐賀高等学校卒業。1946年九州大学医学部卒業、外科学教室第1講座入局。1948年九州大学大学院特別研究生前期修了。1949年九州大学医学部助手。1951年医学博士。1953年九州大学医学部講師。同年九州大学医学部助教授。
1960年フルブライト・プログラムでハーバード大学医学部に留学。1963年九州大学医学部教授。1975年九州大学医学部長を経て、1981年に九州大学総長、国立大学協会理事。1982年大学基準協会理事、産業医科大学理事、文部省大学設置審議会委員。1985年西日本国際財団理事、アジア太平洋博覧会テーマ委員会委員長、九州・山口地域企業育成基金理事。1986年国立大学協会副会長、九州大学名誉教授。
同年秋、翌年に控えた福岡県知事選挙に自由民主党推薦で出馬することを表明した。当時の福岡県知事は、同じ九州大学の教授出身の奥田八二だったが、田中は奥田が1983年（昭和57年）に出馬する際に「学者人生を全うしたほうが良いですよ」と諭したことがあった。田中の出馬表明に、次の知事選に立候補するか不明瞭だった奥田はかえって二期目の立候補を表明。1987年（昭和62年）の福岡県知事選挙は、約126万票を集めた奥田に対し田中は約113万票にとどまり、田中は落選した。
1987年九州厚生年金病院顧問、福岡日英協会常任理事、文部省大学審議会大学教育部会長。1989年文部省中央教育審議会委員、総合研究大学院大学運営審議会委員、九州交響楽団理事長、九州システムアカデミー代表取締役社長、ガリオア・フルブライト同窓会理事・九州同窓会支部長、国際東アジア研究センター理事長、九州産業技術センター理事。1990年福岡都市圏ボーイスカウト振興会会長、九州学園理事、北九州国際交流協会評議員。1991年福岡歯科学園理事、九州市民大学学長、学位授与機構評議員。1992年福岡大学評議員、ユニバーシアード福岡大会市民の会会長、九州ゴルフ倶楽部八幡コース理事長、福岡歯科学園理事長。1993年日本私立大学協会理事、福岡スポーツマンクラブ会長。1994年日本私立大学協会常務理事、アトル監査役、旭硝子財団理事、椎木正和記念アジア留学生奨学基金運営委員長。1995年アビスパ福岡後援会長、富士レビオ顧問。1996年福岡音楽学院後援会会長、福岡上海倶楽部理事、学士会評議員、勲一等瑞宝章受章。1997年九州フィンランド協会会長、新日鐵八幡記念病院理事、TNC文化大学学長。1998年福岡市総合図書館館長、社会福祉法人桜花会理事・評議員、日本会議福岡会長。1999年福岡ロータリークラブ会長。2002年社会福祉法人学而会理事長。2007年全国日本学士会アカデミア賞受賞。没後、叙従三位。